# جون كريما
جون كريما  (توفي قبل 27 يناير 1137 ) كان من المندوبين البابويين الإيطاليين والكاردينال كان مؤيدًا مقربًا للبابا كاليستوس الثاني.

## حياته
قام جون بمهمة بابوية مهمة إلى هنري الأول من إنجلترا في عام 1124، أرسلها كاليستوس (الذي توفي في 1124) وأكده خليفته البابا هونوريوس الثاني . في ذلك الوقت، كانت إنجلترا مغلقة عمومًا أمام الدبلوماسيين البابويين. من بين تسعة أساطير إلى إنجلترا في عهد هنري، كان جون هو الوحيد القادر على استخدام سلطته.
وتكهن المؤرخون الحديثون بأن هذا الإذن كان مقابلًا بعد أن ألغى كاليستوس زواج سيبيلا أنجو من وليام كليتو، الذي كان يناضل ضد هنري في نورماندي.
جون، مع بيتر بيرليون وجريجوري المنحدر من سان أنجيلو، أيدوا الفسخ. قام فولك الخامس المنحدر من أنجو، والد سيبيلا، بردة فعل سيئة، وفي أواخر عام 1124 تطورت المواجهة. سجن فولك المندوبين البابويين وعاملوهم بقسوة وحُرموا. قدم فولك بعدها، وتدهور موقف ويليام كليتو نتيجة لذلك.
عقد جون مجلسًا ليثيًا في دير وستمنستر في 9 سبتمبر 1125. هنا ادعى الأسبقية على وليام كوربيل.

## اقتباسات
1. ↑  John de Crema, Giovanni da Crema, Johannes Cremensis.
2. ↑  http://www.uni-saarland.de/verwalt/praesidial/LuSt/Lomb/L-63.html, note 2. نسخة محفوظة 2016-03-04 على موقع واي باك مشين.
3. ↑  Mary Stroll, Calixtus II (1119-1124): A Pope Born to Rule (2004), p. 164.
4. ↑  Stroll, p. 165.
5. ↑  A. L. Poole, Domesday Book to Magna Carta (1955 edition), p. 184.
6. ↑  Reginald Allen Brown (editor), Anglo-Norman Studies VI: Proceedings of the Battle Conference 1983(1984), p. 86.
7. ↑  I. S. Robinson, The Papacy 1073-1198(1990), p. 158.
8. ↑  س. وارن هوليستر, Henry I (2001), p. 305.
9. ↑  Edward Carpenter, Cantuar: The Archbishops in Their Office(1997), p. 116.
10. ↑  Hollister, pp. 378-9.